# Roger Trash
Roger Trash (eigentlich Roger Dewald; * 29. Mai 1959 in Diepholz; † 31. August 2011 in Münster) war ein deutscher Rockmusiker und Buchautor.

## Leben
Von 1984 bis 1986 spielte er in Peter Burschs Band Bröselmaschine. Mit Roger Trash & the Rock’n’Roll-Junkies interpretierte er Songs von Herman Brood; ab 2001 spielte er unter dem Titel Liaison d’amour eine Rio-Reiser-Songrevue. Auch als Sprecher in Hörspielen war Trash tätig. In der Jugend-Hörspielserie Point Whitmark sprach er die Rolle des Deputy Nelson.
2009 wurde bei Roger Trash, der im westfälischen Münster lebte, akute Leukämie diagnostiziert. An den Folgen der Erkrankung verstarb er im August 2011.

## Diskografie
- Struggle (englisch) – 1991
- Learning to Smile (englisch) – 1993
- Montgomery (englisch) – 1995
- Rohstoff (deutsch) – 1997
- Sehr Witzig! – Best of deutsche Comedy (Sony) – 1998
- ferngeliebt (deutsch) – 2007
- Liebe & Desaster (deutsch) – 2009

## Bücher
- Der Erlebnismillionär. Bunyola-Verlag, Münster 2000, ISBN 3-00-006527-X.
- Traumjob. Bunyola-Verlag, Münster 1998, ISBN 3-00-002955-9.